# ويلفريد فـان ليوين
ويلفريد فـان ليوين (بالهولندية: Wilfred van Leeuwen)‏ هو لاعب كرة قدم ومدرب كرة قدم هولندي، ولد في 17 مايو 1973 في ساسنهايم ‏ في هولندا.